# トルクメニスタンのイスラム教

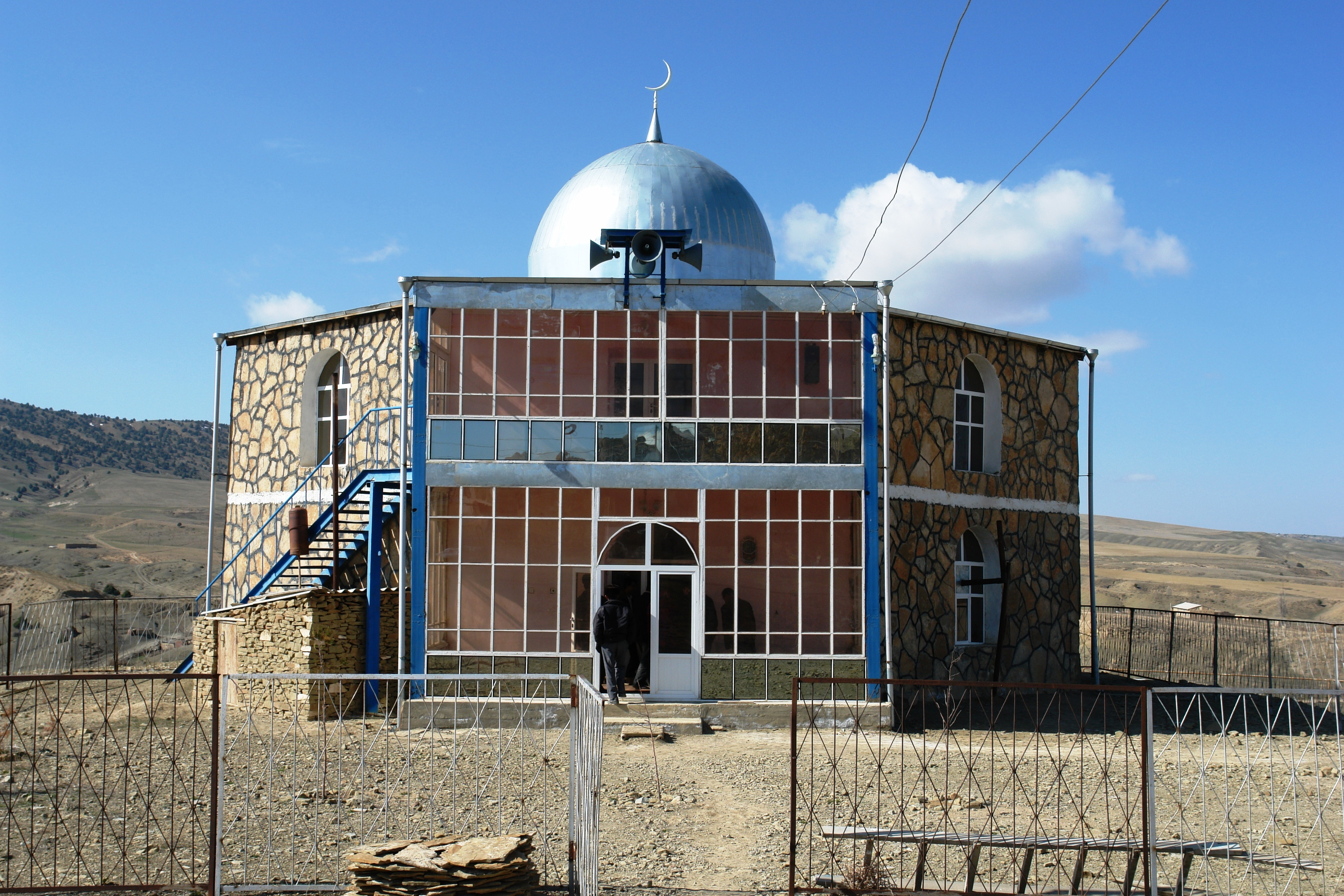
ノフール地域のモスク

本項目ではトルクメニスタンのイスラム教について記述する。

## 概要
2009年のピュー研究所の報告によると、総人口の93.1%がムスリムである
という。伝統的にウズベキスタンやアフガニスタンと同様、スンナ派が多い。シーア派は多くないため、アゼルバイジャン人やクルド人の少数派のシーア派の宗教活動のように政治問題化もしていないのが特徴。大多数は自らをムスリムとしてイスラム教を文化的遺産に必要不可欠な部分としているが、民族復興の要素として宗教的地位の復興を支持する者もいる。

## 歴史と構造

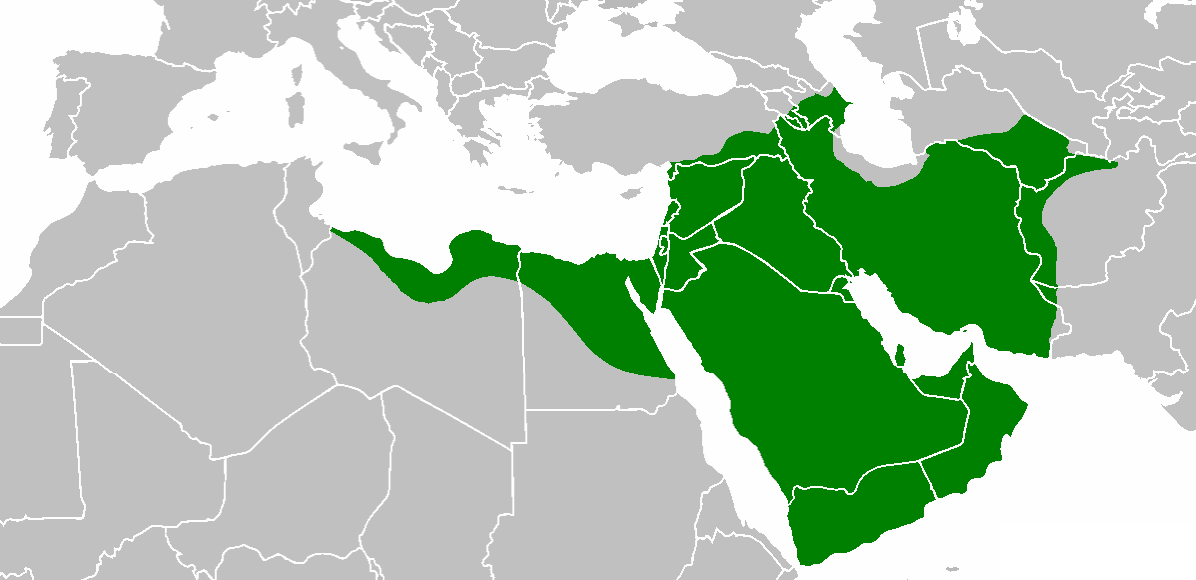
ウマイヤ朝の644年における最大版図

ウマル・イブン・ハッターブやウスマーン・イブン・アッファーンが征服した際に伝来。オヴラトと呼ばれる「神聖な」部族が（そのうち6部族が現存）、スーフィズムに混交した祖先崇拝の1形態として、トルクメニスタン人の部族構造に組み込まれてゆく。家系図によると、どの部族も正統カリフの1人を通じて預言者ムハンマドの血を引くとしている。
オヴラトの親戚であるという神聖な起源や精神的な力を信じているため、トルクメニスタン人はこれらの部族の特別かつ神聖な地位を認めている。8世紀から9世紀にかけてはオヴラト族が国内に分散してしまうが、共同体の重要な儀式に加わってきため、氏族や部族間での仲介者としての役割を果たすこととなる。
オヴラト族は現在でも幾許かの権威を保っており、精神的な力が崇敬の的となっているトルクメニスタン人の多くは同族の家系を引いている。ただし、特に農村部では共同体の儀式に列席するのは一般的ではない。

### ソビエト連邦時代
ソビエト連邦時代には、宗教全般が共産主義政権によって「過去の遺物」として攻撃にさらされる。ほとんどの宗教学校や儀式は禁じられ、モスクの大部分が閉鎖を余儀無くされた。タシュケントに本部がある中央アジアムスリム協議会が第二次世界大戦中に設立され、同地域におけるムスリムに助言を与えることとなる。
なお、協議会はムスリムの理想を向上させるには、何の役割も果たさなかったプロパガンダ機関であり、国際的なムスリム共同体から孤立させる一方であった。埋葬や男子の割礼といった宗教的習慣はソビエト時代を通じて受け継がれてゆくものの、そのほとんどは国営の精神局によって制裁を受けない、非公式のイスラム教として農村部でのみ残された。

## 独立後

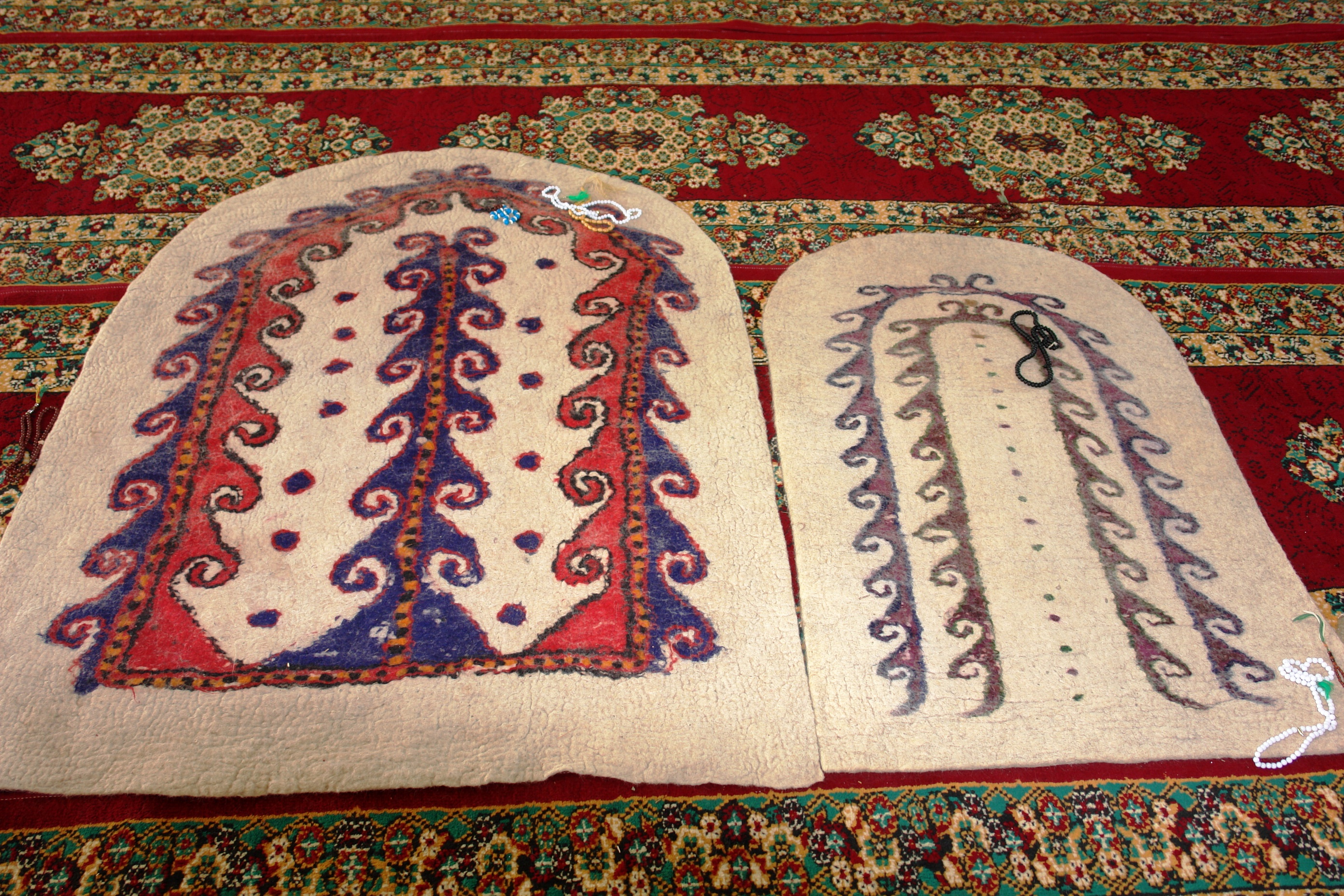
モスク内部の祈祷者

現政権はソビエト時代から受け継がれた構造を通じて公式のイスラム教を監視。ウズベキスタンのものと共に、トルクメニスタンのムスリム宗教協議会はマヴァランナフルのムスリム宗教協議会を構成している。マヴァランナフル協議会はタシュケントに本部があり、国内の宗教指導者にかなりの影響力を行使している。
イスラム指導者の統治は司法省の管轄であり、内閣に設置された宗教問題協議会が聖職者の活動を監督。公式に聖職者となりたいのであれば、公的な宗教機関に属さなければならないが、試験を受けることでのみ資格を得る者は少ない。
一部のトルクメニスタン人は、認可を受けた冠婚葬祭への参加を除き、定期的にモスクに足を運ばなければ、信仰を公にすることも無い。
しかしながら1990年以降、ソビエト時代に失われた文化的遺産の幾つかを復興させる取り組みが見られる。ニヤゾフ大統領は公立学校で基本的なイスラム教の教えが教えられるよう指示を出している他、宗教学校やモスクの多くがサウジアラビアやクウェート、トルコの支援を得て建立。アラビア語やコーラン、ハディースやイスラム教史といった、宗教の授業が学校やモスクの双方で行われている。

政府は良心の自由法（1991年）を制定したり、1992年の憲法で宗教組織が制度化されたように、信仰の自由を強調。一方政教分離も保証しており、勧誘や「非公式の」宗教文学の普及、宗教に基づく差別の他、宗教政党の結成を禁じることでイスラム教にいかなる法的根拠をも与えていない。
加えて、政府は宗教問題を教える者や聖職者を任免する権利も保持。独立以降、イスラム教の指導性は強まる一方ではあるが、その大部分においてはいまだ政府の管理下に置かれている。宗教指導者の公的な統治主体は、1992年6月の選挙でニヤゾフ大統領を支持。他方、一部ムスリム指導者は政府という世俗的な考え方や、特にかつての共産主義者に支配されている政府に反対の立場を取っている。
また、公的な組織外で活躍する公式の指導者や教師は、イスラム教をもっと知ってもらったり、社会におけるイスラム教の役割を増やしたり、信条への執着を広めようと尽力。ただ、政府はそのような活動が正教会を奉じるスラブ人を遠ざけてしまうことを恐れ、宗教問題協議会を省に昇格させる計画がある。